# Thomas Sagel
Thomas Sagel (* 9. Oktober 1963) ist ein ehemaliger deutscher Fußballspieler.

## Werdegang
Der Stürmer Thomas Sagel begann seine Karriere beim TuS Erkeln und kam über den TuS Bad Driburg zur SpVg Brakel. Im Jahre 1985 wechselte er zum Oberligisten TuS Paderborn-Neuhaus, bevor er sich ein Jahr später dem Zweitligisten Arminia Bielefeld anschloss. Sein Zweitligadebüt feierte Sagel am 26. Juli 1986 beim 0:0 der Arminia bei Fortuna Köln, das erste Tor folgte am 13. September 1986 beim 1:1 beim SV Darmstadt 98. Ein weiteres Tor gelang Sagel beim kuriosen Spiel gegen den 1. FC Saarbrücken, bei dem Arminia aufgrund vieler Verletzter und der damaligen Regelungen nur zu zehnt begann und die Partie nach einer weiteren Verletzung zu neunt beendete. Nach 21 Zweitligaspielen und vier Toren für die Bielefelder kehrte Sagel 1987 nach Brakel zurück und stieg fünf Jahre später mit der Mannschaft in die Oberliga Westfalen auf.
Thomas Sagel absolvierte eine Ausbildung zum Bankkaufmann und absolvierte ein Studium zum Betriebswirt. 1991 wurde er geschäftsführender Gesellschafter im elterlichen Familienunternehmen Vauth-Sagel. Darüber hinaus betreibt er einen Pferdehof in Brakel. Sagel ist Schatzmeister im Amateur-Springreiterclub Deutschland und sitzt im Beirat der VerbundVolksbankOWL. Im November 2021 wurde Sagel zum Präsidenten des SC Paderborn 07 gewählt. Thomas Sagel ist verheiratet und hat zwei Kinder.